# ميخائيل سويفت
ميخائيل سويفت هو لاعب هوكي الجليد كندي، ولد في 26 مارس 1987 في بيتيربوروغ في كندا.

## وصلات خارجية
- ميخائيل سويفت على موقع دوري الهوكي الوطني (الإنجليزية)
- ميخائيل سويفت على موقع EliteProspects.com (الإنجليزية)
- ميخائيل سويفت على موقع Eurohockey.com (الإنجليزية)
- ميخائيل سويفت على موقع HockeyDB.com (الإنجليزية)
- ميخائيل سويفت على موقع أوليمبيديا (الإنجليزية)